# قضية سنترال بارك
قضية سنترال بارك هيَ قضية جنائية تضمنت الاعتداء على سيّدة تُدعى تريشا ميلي منَ العرق الأبيض ومن ثمّ اغتصابها كما تضمّنت – القضية الجِنائيّة – هجمات على آخرين في الحديقة المركزية في مانهاتن الشمالية في ليلة 19 نيسان/أبريل من عام 1989. كان الهجوم على المرأة كفيلٌ بتركها في غيبوبة لمدة 12 يومًا. الضحيّة – وكما ذُكر سابقًا – تُدعى ميلي تبلغُ من العمر 28 سنة وتعملُ كمصرفيّة. وفقًا لصحيفة نيويورك تايمز فإنّ الهجوم كانّ واحدًا من أكثر الجرائم شهرةً في ثمانينيات القرن العشرين.
في ليلة الهجوم؛ قُبض على أربعة مراهقين أمريكيين من أصل أفريقي وواحدٌ من أصل إسباني، وذلك بسبب افتعال شغب غير قانوني في سنترال بارك والاشتباه في تورطهم في هذهِ الجريمة. تمت محاكمة المراهقون الخمسة بطرق مختلفة بتهمة الاعتداء والسرقة والشغب والاغتصاب والاعتداء الجنسي ومحاولة قتل ميلي وغيرها من الهجمات في الحديقة وذلكَ بناءً على اعترافات تم الإدلاء بها أثناء الاستجواب بعد فترة وجيزة من الاعتقال. بعد القيام بالفحوصات اللازمة للضحيّة؛ تبيّنَ عدم تطابق الحمض النووي في السائل المنوي الذي بقيَ في مهبل الضحيّة مع أيّ من السوائل المنويّة للمتهمين.
بالرغم من ذلك فقد تمّت إدانتهم في عام 1990 من قبل هيئة المحلفين في محاكمتين منفصلتين؛ وحكم عليهم بعقوبات تتراوح بين السجن 5 إلى 15 سنة. استُؤنفت أربعة من أحكام الإدانة فأكدت محاكم الاستئناف هذه الإدانات ليقضي المتهمون ما بين 6 حتّى 13 سنة في السجن. بحلول عام 2002؛ اعترف ماتياس رييس، وهو قاتل مدان ومغتصب باغتصاب ميلي وأظهر الحمض النووي الخاص به تطابقًا معَ العينات التي تم العثور عليها في مهبل الضحية كما عُثر على أدلة أخرى تثبت تورطه في هذه الجريمة. اعترفَ ماتياس بالجُرم المنسوب له كما أكّد أنه اغتصبها بمفردة ولا علاقة للشباب المدانين بالموضوع. في وقت اعترافه؛ كان رييس يقضي بالفعل عقوبة بالسجن مدى الحياة بسببِ جرائم أخرى.
أُفرج عن الشباب الخمسة في عام 2002 وقد رفعوا دعوى قضائية ضدّ شرطة مدينة نيويورك في عام 2003 بتهمة التمييز العنصري والمُقاضاة دون دليل لكنّ المدينة رفضت تسوية الدعاوي لمدة عشر سنوات تحت رئاسة عمدة نيويورك آنذاك مايكل بلومبرغ. بعد أن أصبحَ بيل دي بلاسيو رئيسًا لبلدية المدينة؛ عاودَ فتح الملف من جديد فتمّت إعادة النظر في الموضوع بالكامل فتقرّر تعويض «المُدانين السابقين» بمبلغٍ قاربَ الـ 41 مليون دولار في عام 2014.

## ليلة الهجوم
في الساعة 9 من يوم 19 أبريل 1989، كان هناك مجموعة عددها 30-33 من المراهقين الذين يعيشون في شرق هارلم مانهاتن، بالقرب من سنترال بارك الشمالية
بعض أفراد المجموعة قام بعدة هجمات أو اعتداءات أو عمليات سطو على أشخاص يمشون أو يركبون الدراجات أو يمارسون الجري في أقصى الشمال من الحديقة وبالقرب من الخزان، وبدأ الضحايا في إبلاغ الشرطة بالحادث.
قيل إنهم هاجموا العديد من راكبي الدراجات، وقذفوا سيارات الاجرة، وهاجموا أحد المشاة، وسرقوا طعامه، وتركوه فاقدًا للوعي. تجول المراهقون جنوبًا على طول الطريق الشرقي للحديقة، بين الساعة 9 مساءً و 10 مساء أنتقل بعض أفراد المجموعة جنوبًا إلى المنطقة المحيطة بالخزان، حيث تعرض أربعة رجال يمارسون رياضة الجري للهجوم من قبل العديد من الشباب. وكان من بين الضحايا جون لوغلين، مدرس في الأربعين من عمره، تعرض للضرب المبرح والسرقة بين الساعة 9:40 و 9:50. أُصيب في الرأس بأنبوب وعصا، فأطاح به لفترة قصيرة. في جلسة استماع سابقة للمحاكمة في أكتوبر 1989، شهد ضابط شرطة أنه عندما تم العثور على لوفلين، كان ينزف بشدة لدرجة أنه «بدا وكأنه غارق في دلو من الدماء».
لم يتم العثور على تريشا ميلي حتى الساعة 1:30 تلك الليلة في منطقة نورث وودز في الحديقة. كانت قد سحبت إلى الشمال على بعد 300 قدم من الطريق المعروف باسم 102 Street Crossing؛ تم وضع علامة على قدميها المسحوبة على العشب بشكل واضح بحيث يمكن تصويرها. كان عرضه 18 ". لم يكن هناك دليل على آثار أقدام العديد من مرتكبي الجرائم. لقد تعرضت للضرب الوحشي، وعانت من فقدان كبير للدم وكسور في الجمجمة، وتم اكتشافها فيما بعدما تعرضت للاغتصاب.